# Dedo de Deus
Der Dedo de Deus, Finger Gottes, ist ein 1692 Meter hoher Berg des brasilianischen Gebirgszuges Serra dos Órgãos, eines Teils der Serra do Mar, im Bundesstaat Rio de Janeiro, zwischen den Städten Petrópolis, Guapimirim und Teresópolis gelegen.

## Lage und Form
Der Berg liegt an der Grenze des Nationalparks Serra dos Órgãos auf dem Gebiet der Gemeinde Guapimirim. In seiner Form erinnert er an eine Hand, deren Zeigefinger gegen den Himmel zeigt. Am besten zu sehen ist er vom Aussichtspunkt Mirante do Soberbo an der Nationalstraße BR-116 beim Eingang Teresópolis.

## Erstbesteigung
Der Dedo de Deus wurde im April 1912 von Raul de Sá Carneiro, José Teixeira Guimarães und den Brüdern Acácio und Alexandre Américo Oliveira erstbestiegen. Er ist seitdem ein wichtiger Anziehungspunkt für Bergsteiger in Brasilien.

## Wappen- und Flaggensymbol
Die markante Silhouette des Dedo de Deus fand auch Eingang in die Heraldik, so im Schild des Wappens und somit auch in der Flagge des Bundesstaates Rio de Janeiro, wie auch in jenen von Guapimirim und Magé.